# Europese kampioenschappen beachvolleybal 2013 (vrouwen)
Het vrouwentoernooi van de Europese kampioenschappen beachvolleybal 2013 in Klagenfurt vond plaats van 30 juli tot en met 3 augustus. De Oostenrijkse zussen Doris en Stefanie Schwaiger werden in eigen land kampioen door het Spaanse duo Liliana Fernández en Elsa Baquerizo in de finale in drie sets te verslaan. De wedstrijd om het brons was een Duitse aangelegenheid en werd door Laura Ludwig en Kira Walkenhorst in twee sets gewonnen van Katrin Holtwick en Ilka Semmler.

## Groepsfase
|  | Direct naar laatste 16 |
|  | Naar tussenronde       |

### Groep A
| # | Ploeg                 | Punten | Wedstrijden | Wedstrijden | Spelpunten | Spelpunten | Spelpunten | Sets | Sets | Sets  |
| # | Ploeg                 | Punten | W           | V           | W          | V          | Ratio      | W    | V    | Ratio |
| - | --------------------- | ------ | ----------- | ----------- | ---------- | ---------- | ---------- | ---- | ---- | ----- |
| 1 | Holtwick / Semmler    | 6      | 3           | 0           | 142        | 116        | 1,224      | 6    | 0    | MAX   |
| 2 | Köhler / Schumacher   | 5      | 2           | 1           | 147        | 137        | 1,073      | 4    | 3    | 1,333 |
| 3 | Brzostek / Kołosińska | 4      | 1           | 2           | 131        | 115        | 1,139      | 3    | 4    | 0,750 |
| 4 | Lahti / Hytinnen      | 3      | 0           | 3           | 74         | 126        | 0,587      | 0    | 6    | 0,000 |

| Datum      |                       | Score |                       | Set 1   | Set 2   | Set 3   |
| ---------- | --------------------- | ----- | --------------------- | ------- | ------- | ------- |
| 30 juli    | Brzostek / Kołosińska | 2 – 0 | Lahti / Hytinnen      | 21 – 10 | 21 – 7  |         |
| 30 juli    | Holtwick / Semmler    | 2 – 0 | Köhler / Schumacher   | 35 – 33 | 21 – 18 |         |
| 31 juli    | Holtwick / Semmler    | 2 – 0 | Lahti / Hytinnen      | 21 – 15 | 21 – 13 |         |
| 31 juli    | Köhler / Schumacher   | 2 – 1 | Brzostek / Kołosińska | 18 – 21 | 21 – 18 | 15 – 13 |
| 1 augustus | Köhler / Schumacher   | 2 – 0 | Lahti / Hytinnen      | 21 – 14 | 21 – 15 |         |
| 1 augustus | Holtwick / Semmler    | 2 – 0 | Brzostek / Kołosińska | 23 – 21 | 21 – 16 |         |

### Groep B
| # | Ploeg                  | Punten | Wedstrijden | Wedstrijden | Spelpunten | Spelpunten | Spelpunten | Sets | Sets | Sets  |
| # | Ploeg                  | Punten | W           | V           | W          | V          | Ratio      | W    | V    | Ratio |
| - | ---------------------- | ------ | ----------- | ----------- | ---------- | ---------- | ---------- | ---- | ---- | ----- |
| 1 | Sinnema / Stiekema     | 6      | 3           | 0           | 127        | 101        | 1,257      | 6    | 0    | MAX   |
| 2 | Meppelink / Van Gestel | 5      | 2           | 1           | 132        | 123        | 1,073      | 4    | 3    | 1,333 |
| 3 | Plesiutschnig / Jirak  | 4      | 1           | 2           | 99         | 123        | 0,805      | 2    | 4    | 0,500 |
| 4 | Hansel / Schützenhöfer | 3      | 0           | 3           | 130        | 141        | 0,922      | 1    | 6    | 0,167 |

| Datum      |                        | Score |                        | Set 1   | Set 2   | Set 3   |
| ---------- | ---------------------- | ----- | ---------------------- | ------- | ------- | ------- |
| 30 juli    | Meppelink / Van Gestel | 0 – 2 | Sinnema / Stiekema     | 19 – 21 | 16 – 21 |         |
| 30 juli    | Hansel / Schützenhöfer | 0 – 2 | Plesiutschnig / Jirak  | 20 – 22 | 19 – 21 |         |
| 31 juli    | Hansel / Schützenhöfer | 0 – 2 | Sinnema / Stiekema     | 20 – 22 | 19 – 21 |         |
| 31 juli    | Meppelink / Van Gestel | 2 – 0 | Plesiutschnig / Jirak  | 21 – 15 | 21 – 14 |         |
| 1 augustus | Sinnema / Stiekema     | 2 – 0 | Plesiutschnig / Jirak  | 21 – 13 | 21 – 14 |         |
| 1 augustus | Meppelink / Van Gestel | 2 – 1 | Hansel / Schützenhöfer | 18 – 21 | 22 – 20 | 15 – 11 |

### Groep C
| # | Ploeg                 | Punten | Wedstrijden | Wedstrijden | Spelpunten | Spelpunten | Spelpunten | Sets | Sets | Sets  |
| # | Ploeg                 | Punten | W           | V           | W          | V          | Ratio      | W    | V    | Ratio |
| - | --------------------- | ------ | ----------- | ----------- | ---------- | ---------- | ---------- | ---- | ---- | ----- |
| 1 | Schwaiger / Schwaiger | 5      | 2           | 1           | 137        | 123        | 1,114      | 5    | 2    | 2,500 |
| 2 | Prokopjeva / Popova   | 5      | 2           | 1           | 159        | 139        | 1,144      | 5    | 3    | 1,667 |
| 3 | Forrer / Vergé-Dépré  | 5      | 2           | 1           | 135        | 140        | 0,964      | 4    | 3    | 1,333 |
| 4 | Kayser / Eiholzer     | 3      | 0           | 3           | 97         | 126        | 0,770      | 0    | 6    | 0,000 |

| Datum      |                       | Score |                      | Set 1   | Set 2   | Set 3   |
| ---------- | --------------------- | ----- | -------------------- | ------- | ------- | ------- |
| 30 juli    | Forrer / Vergé-Dépré  | 2 – 0 | Kayser / Eiholzer    | 21 – 17 | 21 – 19 |         |
| 30 juli    | Schwaiger / Schwaiger | 1 – 2 | Prokopjeva / Popova  | 18 – 21 | 21 – 18 | 14 – 16 |
| 31 juli    | Forrer / Vergé-Dépré  | 2 – 1 | Prokopjeva / Popova  | 28 – 26 | 15 – 21 | 17 – 15 |
| 31 juli    | Schwaiger / Schwaiger | 2 – 0 | Kayser / Eiholzer    | 21 – 19 | 21 – 16 |         |
| 1 augustus | Prokopjeva / Popova   | 2 – 0 | Kayser / Eiholzer    | 21 – 17 | 21 – 9  |         |
| 1 augustus | Schwaiger / Schwaiger | 2 – 0 | Forrer / Vergé-Dépré | 21 – 19 | 21 – 14 |         |

### Groep D
| # | Ploeg                 | Punten | Wedstrijden | Wedstrijden | Spelpunten | Spelpunten | Spelpunten | Sets | Sets | Sets  |
| # | Ploeg                 | Punten | W           | V           | W          | V          | Ratio      | W    | V    | Ratio |
| - | --------------------- | ------ | ----------- | ----------- | ---------- | ---------- | ---------- | ---- | ---- | ----- |
| 1 | Grawender / Lundqvist | 6      | 3           | 0           | 138        | 110        | 1,255      | 6    | 1    | 6,000 |
| 2 | Ludwig / Walkenhorst  | 5      | 2           | 1           | 113        | 89         | 1,270      | 4    | 2    | 2,000 |
| 3 | Borger / Kiesling     | 4      | 1           | 2           | 107        | 122        | 0,877      | 2    | 4    | 0,500 |
| 4 | Nyström / Nyström     | 3      | 0           | 3           | 101        | 138        | 0,732      | 1    | 6    | 0,167 |

| Datum      |                      | Score |                       | Set 1   | Set 2   | Set 3   |
| ---------- | -------------------- | ----- | --------------------- | ------- | ------- | ------- |
| 30 juli    | Ludwig / Walkenhorst | 2 – 0 | Borger / Kiesling     | 21 – 11 | 21 – 15 |         |
| 30 juli    | Nyström / Nyström    | 1 – 2 | Grawender / Lundqvist | 9 – 21  | 21 – 15 | 14 – 16 |
| 31 juli    | Ludwig / Walkenhorst | 0 – 2 | Grawender / Lundqvist | 17 – 21 | 12 – 21 |         |
| 31 juli    | Nyström / Nyström    | 0 – 2 | Borger / Kiesling     | 21 – 23 | 15 – 21 |         |
| 1 augustus | Borger / Kiesling    | 0 – 2 | Grawender / Lundqvist | 21 – 23 | 16 – 21 |         |
| 1 augustus | Ludwig / Walkenhorst | 2 – 0 | Nyström / Nyström     | 21 – 8  | 21 – 13 |         |

### Groep E
| # | Ploeg                     | Punten | Wedstrijden | Wedstrijden | Spelpunten | Spelpunten | Spelpunten | Sets | Sets | Sets  |
| # | Ploeg                     | Punten | W           | V           | W          | V          | Ratio      | W    | V    | Ratio |
| - | ------------------------- | ------ | ----------- | ----------- | ---------- | ---------- | ---------- | ---- | ---- | ----- |
| 1 | Liliana / Baquerizo       | 6      | 3           | 0           | 138        | 118        | 1,169      | 6    | 1    | 6,000 |
| 2 | Van der Vlist / Wesselink | 5      | 2           | 1           | 131        | 118        | 1,110      | 5    | 2    | 2,500 |
| 3 | Bonnerová / Hermannová    | 4      | 1           | 2           | 111        | 113        | 0,982      | 2    | 4    | 0,500 |
| 4 | Teufl / Klopf             | 3      | 0           | 3           | 95         | 126        | 0,754      | 0    | 6    | 0,000 |

| Datum      |                           | Score |                           | Set 1   | Set 2   | Set 3   |
| ---------- | ------------------------- | ----- | ------------------------- | ------- | ------- | ------- |
| 30 juli    | Van der Vlist / Wesselink | 2 – 0 | Bonnerová / Hermannová    | 21 – 18 | 21 – 16 |         |
| 30 juli    | Liliana / Baquerizo       | 2 – 0 | Teufl / Klopf             | 21 – 19 | 21 – 17 |         |
| 31 juli    | Liliana / Baquerizo       | 2 – 0 | Bonnerová / Hermannová    | 21 – 18 | 21 – 17 |         |
| 31 juli    | Van der Vlist / Wesselink | 2 – 0 | Teufl / Klopf             | 21 – 13 | 21 – 17 |         |
| 1 augustus | Bonnerová / Hermannová    | 2 – 0 | Teufl / Klopf             | 21 – 12 | 21 – 17 |         |
| 1 augustus | Liliana / Baquerizo       | 2 – 1 | Van der Vlist / Wesselink | 21 – 15 | 18 – 21 | 15 – 11 |

### Groep F
| # | Ploeg                      | Punten | Wedstrijden | Wedstrijden | Spelpunten | Spelpunten | Spelpunten | Sets | Sets | Sets  |
| # | Ploeg                      | Punten | W           | V           | W          | V          | Ratio      | W    | V    | Ratio |
| - | -------------------------- | ------ | ----------- | ----------- | ---------- | ---------- | ---------- | ---- | ---- | ----- |
| 1 | Chomjakova / Oekolova      | 6      | 3           | 0           | 126        | 93         | 1,355      | 6    | 0    | MAX   |
| 2 | Bieneck / Großner          | 5      | 2           | 1           | 114        | 108        | 1,056      | 4    | 2    | 2,000 |
| 3 | Cicolari / Constantini     | 4      | 1           | 2           | 103        | 113        | 0,912      | 2    | 4    | 0,500 |
| 4 | Dumbauskaitė / Povilaitytė | 3      | 0           | 3           | 97         | 126        | 0,770      | 0    | 6    | 0,000 |

| Datum      |                        | Score |                            | Set 1   | Set 2   | Set 3 |
| ---------- | ---------------------- | ----- | -------------------------- | ------- | ------- | ----- |
| 30 juli    | Bieneck / Großner      | 2 – 0 | Cicolari / Constantini     | 21 – 16 | 21 – 17 |       |
| 30 juli    | Chomjakova / Oekolova  | 2 – 0 | Dumbauskaitė / Povilaitytė | 21 – 17 | 21 – 18 |       |
| 31 juli    | Chomjakova / Oekolova  | 2 – 0 | Cicolari / Constantini     | 21 – 9  | 21 – 19 |       |
| 31 juli    | Bieneck / Großner      | 2 – 0 | Dumbauskaitė / Povilaitytė | 21 – 16 | 21 – 17 |       |
| 1 augustus | Cicolari / Constantini | 2 – 0 | Dumbauskaitė / Povilaitytė | 21 – 10 | 21 – 19 |       |
| 1 augustus | Chomjakova / Oekolova  | 2 – 0 | Bieneck / Großner          | 21 – 11 | 21 – 19 |       |

### Groep G
| # | Ploeg                     | Punten | Wedstrijden | Wedstrijden | Spelpunten | Spelpunten | Spelpunten | Sets | Sets | Sets  |
| # | Ploeg                     | Punten | W           | V           | W          | V          | Ratio      | W    | V    | Ratio |
| - | ------------------------- | ------ | ----------- | ----------- | ---------- | ---------- | ---------- | ---- | ---- | ----- |
| 1 | Keizer / Van Iersel       | 6      | 3           | 0           | 142        | 104        | 1,365      | 6    | 1    | 6,000 |
| 2 | Kolocová / Sluková        | 5      | 2           | 1           | 124        | 115        | 1,078      | 5    | 2    | 2,500 |
| 3 | Boulton / Dampney         | 4      | 1           | 2           | 114        | 129        | 0,884      | 2    | 5    | 0,400 |
| 4 | Skalniková / Missottenová | 3      | 0           | 3           | 97         | 129        | 0,752      | 1    | 6    | 0,167 |

| Datum      |                     | Score |                           | Set 1   | Set 2   | Set 3  |
| ---------- | ------------------- | ----- | ------------------------- | ------- | ------- | ------ |
| 30 juli    | Kolocová / Sluková  | 2 – 0 | Skalniková / Missottenová | 21 – 13 | 21 – 17 |        |
| 30 juli    | Keizer / Van Iersel | 2 – 0 | Dampney / Boulton         | 21 – 17 | 24 – 22 |        |
| 31 juli    | Keizer / Van Iersel | 2 – 0 | Skalniková / Missottenová | 21 – 12 | 21 – 13 |        |
| 31 juli    | Kolocová / Sluková  | 2 – 0 | Dampney / Boulton         | 21 – 12 | 21 – 18 |        |
| 1 augustus | Dampney / Boulton   | 2 – 1 | Skalniková / Missottenová | 21 – 13 | 9 – 21  | 15 – 8 |
| 1 augustus | Keizer / Van Iersel | 2 – 1 | Kolocová / Sluková        | 19 – 21 | 21 – 14 | 15 -5  |

### Groep H
| # | Ploeg                  | Punten | Wedstrijden | Wedstrijden | Spelpunten | Spelpunten | Spelpunten | Sets | Sets | Sets  |
| # | Ploeg                  | Punten | W           | V           | W          | V          | Ratio      | W    | V    | Ratio |
| - | ---------------------- | ------ | ----------- | ----------- | ---------- | ---------- | ---------- | ---- | ---- | ----- |
| 1 | Arvaniti / Karagkouni  | 5      | 2           | 1           | 139        | 152        | 0,914      | 4    | 3    | 1,333 |
| 2 | Dubovcová / Nestarcová | 5      | 2           | 1           | 130        | 115        | 1,130      | 4    | 2    | 2,000 |
| 3 | Goricanec / Hüberli    | 4      | 1           | 2           | 152        | 148        | 1,027      | 3    | 5    | 0,600 |
| 4 | Zumkehr / Heidrich     | 4      | 1           | 2           | 120        | 126        | 0,952      | 3    | 4    | 0,750 |

| Datum      |                        | Score |                       | Set 1   | Set 2   | Set 3   |
| ---------- | ---------------------- | ----- | --------------------- | ------- | ------- | ------- |
| 30 juli    | Zumkehr / Heidrich     | 1 – 2 | Goricanec / Hüberli   | 21 – 17 | 17 – 21 | 10 – 15 |
| 30 juli    | Dubovcová / Nestarcová | 0 – 2 | Arvaniti / Karagkouni | 23 – 25 | 23 – 25 |         |
| 31 juli    | Dubovcová / Nestarcová | 2 – 0 | Goricanec / Hüberli   | 21 – 16 | 21 – 19 |         |
| 31 juli    | Zumkehr / Heidrich     | 2 – 0 | Arvaniti / Karagkouni | 21 – 13 | 21 – 18 |         |
| 1 augustus | Arvaniti / Karagkouni  | 2 – 1 | Goricanec / Hüberli   | 32 – 30 | 11 – 21 | 15 – 13 |
| 1 augustus | Dubovcová / Nestarcová | 2 – 0 | Zumkehr / Heidrich    | 21 – 15 | 21 – 15 |         |

## Knockoutfase

### Tussenronde
| Datum      | Wedstrijd | Team 1                    | Score | Team 2                 | Set 1   | Set 2   | Set 3   |
| ---------- | --------- | ------------------------- | ----- | ---------------------- | ------- | ------- | ------- |
| 1 augustus | 1         | Prokopjeva / Popova       | 0 – 2 | Bonnerová / Hermannová | 19 – 21 | 18 – 21 |         |
| 1 augustus | 2         | Meppelink / Van Gestel    | 2 – 0 | Cicolari / Constantini | 21 – 16 | 24 – 22 |         |
| 1 augustus | 3         | Kolocová / Sluková        | 2 – 0 | Goricanec / Hüberli    | 21 – 13 | 21 – 10 |         |
| 1 augustus | 4         | Köhler / Schumacher       | 0 – 2 | Forrer / Vergé-Dépré   | 22 – 24 | 16 – 21 |         |
| 1 augustus | 5         | Bieneck / Großner         | 1 – 2 | Borger / Kiesling      | 32 – 34 | 21 – 17 | 8 – 15  |
| 1 augustus | 6         | Dubovcová / Nestarcová    | 1 – 2 | Brzostek / Kołosińska  | 21 – 19 | 14 – 21 | 5 – 15  |
| 1 augustus | 7         | Van der Vlist / Wesselink | 2 – 0 | Plesiutschnig / Jirak  | 21 – 12 | 22 – 20 |         |
| 1 augustus | 8         | Ludwig / Walkenhorst      | 2 – 1 | Dampney / Boulton      | 22 – 24 | 21 – 17 | 15 – 13 |

### Eindronde
| Achtste finale | Achtste finale            | Achtste finale | Achtste finale | Achtste finale |  |    | Kwartfinale           | Kwartfinale               | Kwartfinale | Kwartfinale | Kwartfinale |  |  | Halve finale | Halve finale          | Halve finale | Halve finale | Halve finale |  |              | Finale             | Finale                | Finale       | Finale       | Finale |
|                |                           |                |                |                |  |    |                       |                           |             |             |             |  |  |              |                       |              |              |              |  |              |                    |                       |              |              |        |
| 1              | Holtwick / Semmler        | 21             | 21             |                |  |    |                       |                           |             |             |             |  |  |              |                       |              |              |              |  |              |                    |                       |              |              |        |
| 21             | Bonnerová / Hermannová    | 17             | 15             |                |  |    | 1                     | Holtwick / Semmler        | 21          | 21          |             |  |  |              |                       |              |              |              |  |              |                    |                       |              |              |        |
| 2              | Meppelink / Van Gestel    | 17             | 21             | 11             |  | 24 | Arvaniti / Karagkouni | 19                        | 13          |             |             |  |  |              |                       |              |              |              |  |              |                    |                       |              |              |        |
| 24             | Arvaniti / Karagkouni     | 21             | 12             | 15             |  |    |                       |                           |             |             |             |  |  | 1            | Holtwick / Semmler    | 16           | 16           |              |  |              |                    |                       |              |              |        |
| 5              | Liliana / Baquerizo       | 21             | 21             |                |  |    |                       |                           |             |             |             |  |  | 5            | Liliana / Baquerizo   | 21           | 21           |              |  |              |                    |                       |              |              |        |
| 10             | Kolocová / Sluková        | 15             | 15             |                |  |    | 5                     | Liliana / Baquerizo       | 21          | 21          |             |  |  |              |                       |              |              |              |  |              |                    |                       |              |              |        |
| 14             | Forrer / Vergé-Dépré      | 29             | 22             |                |  | 14 | Forrer / Vergé-Dépré  | 13                        | 14          |             |             |  |  |              |                       |              |              |              |  |              |                    |                       |              |              |        |
| 29             | Grawender / Lundqvist     | 27             | 20             |                |  |    |                       |                           |             |             |             |  |  |              |                       |              |              |              |  |              | 5                  | Liliana / Baquerizo   | 15           | 22           | 12     |
| 3              | Schwaiger / Schwaiger     | 21             | 21             |                |  |    |                       |                           |             |             |             |  |  |              |                       |              |              |              |  |              | 3                  | Schwaiger / Schwaiger | 21           | 20           | 15     |
| 20             | Borger / Kiesling         | 16             | 18             |                |  |    | 3                     | Schwaiger / Schwaiger     | 19          | 26          | 15          |  |  |              |                       |              |              |              |  |              |                    |                       |              |              |        |
| 17             | Brzostek / Kołosińska     | 13             | 21             | 10             |  | 6  | Chomjakova / Oekolova | 21                        | 24          | 9           |             |  |  |              |                       |              |              |              |  |              |                    |                       |              |              |        |
| 6              | Chomjakova / Oekolova     | 21             | 19             | 15             |  |    |                       |                           |             |             |             |  |  | 3            | Schwaiger / Schwaiger | 21           | 21           |              |  |              |                    |                       |              |              |        |
| 7              | Keizer / Van Iersel       | 17             | 21             | 12             |  |    |                       |                           |             |             |             |  |  | 4            | Ludwig / Walkenhorst  | 14           | 14           |              |  |              |                    |                       |              |              |        |
| 12             | Van der Vlist / Wesselink | 21             | 15             | 15             |  |    | 12                    | Van der Vlist / Wesselink | 15          | 20          |             |  |  |              |                       |              |              |              |  | Troostfinale | Troostfinale       | Troostfinale          | Troostfinale | Troostfinale |        |
| 4              | Ludwig / Walkenhorst      | 21             | 21             |                |  | 4  | Ludwig / Walkenhorst  | 21                        | 22          |             |             |  |  |              |                       |              |              |              |  | 1            | Holtwick / Semmler | 17                    | 18           |              |        |
| 18             | Sinnema / Stiekema        | 15             | 17             |                |  |    |                       |                           |             |             |             |  |  |              |                       |              |              |              |  |              | 4                  | Ludwig / Walkenhorst  | 21           | 21           |        |